# Anthurium basirotundum
Anthurium basirotundum är en kallaväxtart som beskrevs av Thomas Bernard Croat. Anthurium basirotundum ingår i släktet Anthurium och familjen kallaväxter. Inga underarter finns listade.